# Карвовский, Рудольф Иосифович
Рудольф Иосифович (Осипович) Карвовский (1830, Ковно, Российская империя — 29 февраля [12 марта] 1896, Пермь) — российский гражданский инженер и архитектор литовско-польского происхождения.

## Биография
Родился в 1830 году в Ковно. Первоначальное образование получил дома и частью в ковенской гимназии. В 1844 году поступил в Петербургское строительное училище, которое окончил в 1850 году со званием архитекторского помощника и чином XII класса. После окончания в 1850 году института гражданских инженеров работал в Пермской строительной дорожной комиссии. В 1865 году он стал младшим архитектором в строительном отделении Пермского губернского правления. В дальнейшем он работал помощником производителя работ, затем — архитектором и, наконец, городским архитектором. В 1871—1874 годах он также работал земским архитектором. В 1874 году получил должность губернского архитектора Уфы. 17 августа 1875 года произведён в коллежские советники.
Он также входил в различные общества: в Комитет по устройству Сибирско-Уральской научно-промышленной выставки в Екатеринбурге и в Пермскую комиссию Уральского общества любителей естествознания .
Имел награды: орден Святой Анны 2-й степени (1882).
Скончался в Перми в 1896 году и был похоронен на Егошихинском кладбище.

## Адреса в Перми
- Улица Вознесенская (Луначарского), 44. В 1883 году архитектор построил для себя 1-этажный деревянный дом. Снесен в 1980-х[5].

## Проекты и постройки

### Пермь
- Дом Дягилева (перестроен по его проекту);
- Духовное училище (по плану чертежника А. Пермякова);
- Здание военных кантонистов;
- Пересыльная тюрьма (ныне — здание Пермского театра кукол);
- Городской театр;
- Каланча 1-й пожарной части;
- Храм Непорочного Зачатия Пресвятой Девы Марии. Улица Пушкина, 28;
- Пермский окружный суд. Улица Куйбышева, 39.

### Кунгур
- Гостиный двор;
- Дом Грибушина;
- Здания богадельни и сиропитательного заведения (по готовым проектам);
- Особняк Софронова;
- Дом и кожевенный завод купца В. Е. Фоминского.

### Другие места
- здание Народного дома в Челябинске;
- Проекты реконструкции зданий тюрем в Перми, Екатеринбурге, Ирбите, Красноуфимске, Осе, Соликамске, Чердыни[2].